# 吳魯芹
吳魯芹（1918年—1983年），本名鴻藻，字魯芹，上海人，中國散文家。

## 生平
上海中学毕业后，就讀四川樂山的武漢大學外文系。大二時，罹患肺病吐血，長年住在樂山上老霄頂的廟中養病。病中以第一名畢業，陳通伯推薦他任中華文化基金會中、英文秘書，曾在武漢大學和貴州大學教英文。來臺灣後，先後任教於臺灣師範大學、淡江大學、臺灣大學、政治大學。1956年與夏濟安、林以亮、劉守宜等聯合創辦《文學雜誌》。1962年以客座教授身分赴美國，曾在紐約州立大學、西密西根州立大學、布納德萊大學、費萊狄金遜大學、羅德州立大學、密蘇里大學講授比較文學，後任職於美國新聞總署。
吳魯芹學貫中西，以散文隨筆之博通蘊藉馳名當代文壇，齊邦媛譽為「結構縝密，筆調朗暢，無論述願懷舊議論記遊，知識趣味常超越時尚」。1983年因心臟病病逝美國舊金山，後由《聯合報》及《中國時報》副刊輪流主辦「吳魯芹散文獎」。
吳魯芹散文作品有《師友·文章》、《美國去來》、《雞尾酒會及其他》、《瞎三話四集》、《餘年集》、《暮雲集》、《吳魯芹散文選》等。

### 吳魯芹散文獎
1984年起，《聯合報》及《中國時報》副刊輪流主辦吳魯芹散文獎，紀念他的寫作成就。歷屆得主如下：
- 第一屆：林清玄
- 第二屆：詹西玉、銀正雄
- 第三屆：陳奐廷（陳金）
- 第四屆：楊牧、王家祥
- 第五屆：陳少聰、王鼎鈞
- 第六屆：林幸謙、陳煌
- 第七屆：蔡深江
- 第八屆：涂惠屏（伊說）
- 第九屆：簡媜
- 第十屆：徐仁修
- 第十一屆：莊裕安
- 第十二屆：馬國光（亮軒）
- 第十三屆：黃碧端
- 第十四屆：蔣勳
- 第十五屆：周芬伶
- 第十六屆：余光中
- 第十七屆：王浩威
- 第十八屆：鍾怡雯
- 第十九屆：廖玉蕙
- 第二十屆：蔡珠兒
- 第二十一屆：劉克襄
- 第二十二屆：楊敏盛（阿盛）
- 第二十三屆：夏曼·藍波安
- 第二十四屆：楊照
- 第二十五屆：舒國治
- 第二十六屆：愛亞